# Léon Groc
Léon Groc (7 de abril de 1882 - 19 de junio de 1956) fue un escritor y periodista francés adscrito a los géneros de la ciencia ficción y fantasía conocido también por sus seudónimos L.-M. Groc, Jacques Mongis y Pablo Carillon. Su trabajo periodístico lo realizó en diversos medios escritos, entre los que se encuentran L'Eclair en, (1907), L'Intransigeant, L'Excelsior, Le Petit Journal, Le Petit Parisien y Figaro.

## Obras
- La reprise du fort de Douaumont, Éditions Rouff, "collection patrie", (1917).
- Les vitriers de Bezonvaux, Éditions Rouff, "collection patrie", (1917).
- Au Mort-Homme sous la mitraille, Éditions Rouff, "collection patrie", (1917).
- Le disparu de l'ascenseur, Albin Michel (1922).
- On a volé la Tour Eiffel, Ferenczi & fils (1923).
- La maison des morts étranges, Ferenczi & fils (1923).
- Le chasseur de chimères, France éditions  (1925).
- La révolte des pierres, La nouvelle revue critique (1930).
- La cabine tragique, Cosmopolites (1930).
- L'autobus évanoui, Cosmopolites (1931).
- Le petit roi d'Angkor, Editions Baudinières (1933).
- Le maître de l'étoile, Editions Baudinières (1933).
- Arcana, Editions des Loisirs (1937).
- Monsieur Fading, Albin Michel (1938).
- Le testament du professeur Triple G., Tallandier (1938).
- L'impossible rançon, Tallandier (1938).
- Le mystère du studio 39, en Le Lynx  N°16 (1940).
- L'étoile d'azur, Rouff (1940).
- L'homme qui fait chanter les astres en Le Masque (1941).
- La villa du cauchemar, en Le Lynx  N.º 21 (1941).
- L'assassinée du téléphone, en Le Lynx N°25 (1941).
- La place maudite, en Le Lynx N°29,, (1941).
- Le trésor des Templiers, Rouff (1943).
- La fuite du radium, Office Français du Livre (1944).
- Stan Kipper. Le roi des détectives, 10 fascículos entre 1944 y 1946.
- Le maître du soleil, Editions Chantal (1946).
- Les jumeaux du 14 juillet, Boursiac (1947).
- Le bourreau fantôme, La Bruyère (1948).
- L'émetteur inconnu con J. Zorn Tallandier (1949).
- L'univers vagabond con J. Zorn Le Sillage (1950).
- La grille qui tue, Tallandier (1951).
- La cité des ténèbres, Grandes Aventures N°29 (1952).
- La planète de cristal, en Marabout Science-Fiction N°581.
- La Cité des Ténèbres et autres voyages excentriques (2011).